# William Brade
William Brade (1560 – 26. februar 1630) var en engelsk gambespiller og komponist, som tilbragte en stor del af sit liv i Danmark og Nordtyskland.

## Liv og gerning
Brades fødested og hans tidlige år ved vi ikke noget om, men fra ca. 1590 kan vi følge hans hyppige skift mellem mange forskellige hoffer i Nordeuropa. Ved den tid forlod han England for tilsyneladende aldrig at vende tilbage. Som andre af den tids engelske musikere søgte han lykken på fastlandet.
Brade skiftede job med få års mellemrum, men kom flere gange tilbage til sine tidligere ansættelsessteder, og må derfor have været en skattet musiker. En mulig forklaring på den omskiftelige tilværelse kan være hans kone, idet et brev dateret 16. april 1621 fra grev Ernst af Shauenburg omtaler hende som et huskors. Som udøvende musiker var dog han højt anset og beundret for sin teknik. Efter hans død blev der udgivet flere musikstykker til minde om ham.

### En omskiftelig karriere
Frem til 1594 arbejdede han formodentlig for kurfyrsten af Brandenburg i Berlin. Mellem 3. november 1594 og 28. september 1596 var han i København ved kong Christian 4.s hof med en løn på 140 daler. Fra 1596 – 1599 var han formodentlig tilbage i Brandenburg. Fra 6. september 1599 til 24. februar 1606 var han igen i København med en løn på 320 daler samtidig med blandt andre John Dowland. Fra 1606 til 1608 var han formodentlig ansat hos markgreve Joachim Friedrich af Brandenborg som violinist og musikus. Fra påske 1608 til Sankt Hans 1610 spillede han i Hamburg. 1610 – 1613 var han tilbage hos greven af Schauenburg i Bückeburg, og fra påske 1613 til Sankt Hans 1615 igen i Hamburg. To år senere i 1615 rejste han muligvis til København for 3. gang men i 1618 var han i Halle i Sachsen-Anhalt, hvor han var kapelmester for fyrsten. I 1619 finder vi ham i Berlin (ifølge hans bestalling dateret 21. februar 1619 med en løn på 500 thaler), 1619 – 1620 hos hertug Johann Albrecht von Mecklenburg-Güstrow, og fra 23. august 1620 til 29. september 1622 igen i København som instrumentalist, denne gang sammen med en søn, Christian Brade, der var lutspiller. Når de to valgte en ny ansættelse i København til en lavere løn end i Brandenborg, kan årsagen have været problemer med at få udbetalt sin løn sidstnævnte sted, hvorfor han og sønnen har foretrukket en lavere medn sikrere løn. I et brev dateret 1. juli 1622 fra Christian IV til kurfyrsten af Brandenborg anmodes denne nemlig på Brades vegne om at udbetale den manglende løn "ohne langes auffhalten vnd geldtspieldungen" (frit oversat: "omgående og uden omsvøb"). Han dog atter afskediget Mikkelsdag i 1622, fordi Christian 4. måtte indskrænke sit hofhold og have færre musikere på lønningslisten. Han flyttede derefter til Gottorp Slot i Slesvig-Holsten, hvor han var kapelmester til 1625. Sine sidste år boede han i Hamburg, et af de få steder som 30-årskrigen gik udenom. Tilsyneladende vendte han aldrig tilbage til England.

## Musikken
Brades anseelse som komponist fremgår bl.a. af at han fik udgivet hele 5 samlinger af dansemusik for strygensembler og derudover er repræsenteret i 2 værker med musik af flere komponister. Af hans kompositioner foreligger en samling af 46 paduaner, galliarder, allemander og lignende af tidens yndede dansemelodier udgivet i Hamburg 1609, endvidere "Neue Paduanen" udgivet i Hamburg 1614 og "Neue lustige Volten, Couranten" udgivet i Frankfurt am Oder 1621. Endelig er han repræsenteret i en samling dansemelodier af forskellige komponister (ved Christian Hildebrand) udgivet i Hamburg 1609. I samlingerne fra 1607 og 1609 er Brade repræsenteret med 18 danse (9 paduaner og 9 galliarder) af de 84 i de to værker, godt en femtedel.
Hans værker havde stor indflydelse på samtidens tyske musik og var et væsentligt bidrag til dansesuitens udvikling. Hans mange år i Danmark var også med til at præge tidens danske musik i retning af ensemblespil, væk fra renæssancen og hen mod barokken. Hans musik undergår en udvikling fra engelsk inspireret stil mod en italiensk udtryksmåde. Blandt andet var hans musik mere homofon end den i samtidens England, hvor man stadig foretrak renæssancens polyfone udtryk.

## Udgivelser
Dansesatser med navne som: Paduana, Galliard, Coranta/Courante, Canzon, Allemande, Coral, Cornish Dance, Dulcina, Irish Dance, La vignonne, Nymphs Dance, Satyrn Dance, Branle, Volta og Scottish Dance publiceret i 5 samlinger:
- Newe ausserlesene Paduanen, Galliarden (Hamburg 1609)
- Newe ausserlesene Paduanen und Galliarden (Hamburg 1614)
- Newe ausserlesene liebliche Branden (Hamburg 1617)
- en samling udgivet 1619 i Antwerpen
- Newe lustige Volten, Couranten (Berlin 1621)

## Værker
- Allmand i F-dur
- Canzona i D-dur, NPGCAC 14
- Canzona i G-dur, NPGCAC 5
- Canzona i G-dur, NPGCAC 15
- Galliard i D-mol, NPG 3
- Galliard i D-mol, NPG 5
- Galliard, NPGCAC 16
- Galliard, NPGCAC 17
- Galliard, NPGCAC 18
- Paduana og Galliard, APG2.08
- Paduana og Galliard, NPGCAC 1
- Paduana og Galliard, NPGCAC 4
- Paduana og Galliard, NPGCAC 6
- Paduana og Galliard, NPGCAC 10
- Paduana og Galliard, NPGCAC 12
- Paduana og Galliard, NPGCAC 13
- Paduana, Galliard og Allmand, NPGCAC 2
- Paduana, Galliard og Allmand, NPGCAC 3
- Paduana, Galliard og Coranta, NPGCAC 7
- Paduana, Galliard og Coranta, NPGCAC 8
- Paduana, Galliard og Coranta, NPGCAC 9
- Paduana, Galliard og Coranta, NPGCAC 11